# Goodmania
Goodmania, monotipski biljni rod iz porodice dvornikovki. Jedina vrsta je G. luteola, jednogodišnja raslinja iz južne Kalifornije i zapadne Nevade (okrug Mineral).
Biljka raste po suhim jezerskim koritima, ravnicama i livade s mješovitim travnjacima, u zajednicama slanog grmlja, grmlja kreozota i pelina; Na visinama od 70-2200 m visine

## Sinonimi
- Gymnogonum Parry; Bull. Torrey Bot. Club 10: 23 (1883)